# Lista siturilor arheologice din județul Alba - Î
Lista siturilor arheologice din județul Alba - Î conține toate siturile arheologice din județul Alba înscrise în Repertoriul Arheologic Național (RAN) și aflate în localități al căror nume începe cu litera Î. RAN este administrat de Ministerul Culturii și Patrimoniului Național și cuprinde date științifice, cartografice, topografice, imagini și planuri, precum și orice alte informații privitoare la zonele cu potențial arheologic, studiate sau nu, încă existente sau dispărute.
Puteți căuta un sit din localitățile care încep cu litera Î folosind formularul de mai jos sau puteți naviga prin toate siturile din județ la Lista siturilor arheologice din județul Alba.
| Cuprins                                                       |
| ------------------------------------------------------------- |
| Top - A B C D E F G H I J K L M N O P Q R S Ș T Ț U V W X Y Z |

| Cod RAN                            | Denumire                                                                                               | Localitate                        | Adresă | Datare                                | Descoperit | Coordonate | Imagine           | Erori            |
| ---------------------------------- | --- | --------------------------------- | ------ | ------------------------------------- | ---------- | ---------- | ----------------- | ---------------- |
| 4990.01 (Cod LMI: AB-II-m-B-00240) | Biserica de lemn „Sf. Ilie” de la Întregalde (Categorie: structură de cult/religioasă) (Tip: biserică) | sat Întregalde, comuna Întregalde |        |                                       |            |            | Încărcați imagine | Raportați eroare |
| 4990.01.01                         | Biserica de lemn „Sf. Ilie” (Tip: biserică de lemn)                                                    | sat Întregalde, comuna Întregalde |        | Epoca modernă 1774, adăugiri sec. XIX |            |            | Încărcați imagine | Raportați eroare |